# Maierperi

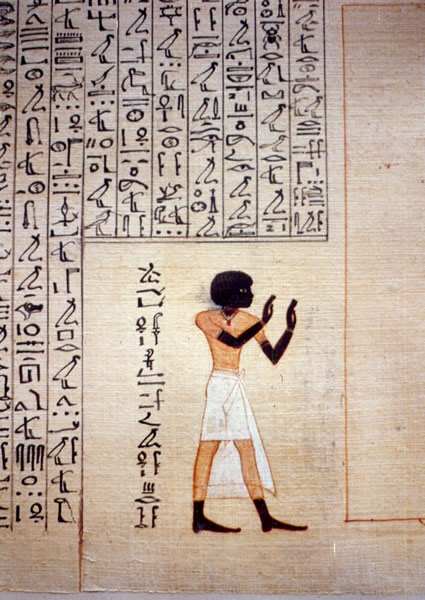
Essa imagem mais importante da outra

O antigo egípcio e nobre Maierperi (Maiherperi) ou Maierpri (Maiherpri) foi enterrado no Vale dos Reis na tumba KV36. Ele viveu, provavelmente, durante o reinado de Tutemés IV, e foi enterrado no Vale dos Reis, a necrópole real e seu nome pode ser traduzido como O Leão do Campo de Batalha .
Alguns de seus títulos eram Criança do Berçário (Child of the Nursery) e O Portador do Leque Real do Lado Direito (Royal Fan-Bearer of the Right Hand Side). Há especulações que o primeiro título significava que ele cresceu em um berçário real como um príncipe de um território dominado pelo Egito ou talvez ele tenha sido o filho de uma esposa de menor importância ou concubina  do faraó.
Ele estava entre os primeiros duranto o Império Novo para ter ganho o seu segundo título, e o título estava literalmente correto no que dizia que ele estava ao lado do faraó, como um conselheiro ou guarda-costas.
O mesmo título foi também usado para denotar o vice-rei cuxita mai tarde no Império Novo.

## A tumba de Maierperi
Na tumba de Maierperi, um papiro foi encontrado ilustrando-o com a pele negra, levando os estudiosos a crer que ele era nativo da Núbia ou um descendente núbio (Isto porque acreditava-se,  a epoca, que os faraós egipcios fossem provenientes do Cáucaso) . O papiru em questão era o Livro dos Mortos, que de acordo com O'Connor e Cline "era certamente o mais famoso e indiscutivelmente o mais belo" Livro dos Mortos.
A múmia foi desenfaixada por Georges Daressy em Março de 1901., revelando uma múmia de pele negra.) correspondendo o que mostrava a sua cópia do Livro dos Mortos, e pensa-se que aquela era a cor normal de Maierperi que não sofreu modificações no processo de mumificação.
Ele também tinha fortemente enrolado um cabelo lanoso, promovendo o argumento da ascendência núbia, que viria a revelar ser uma peruca colada em seu couro cabeludo, o que faz sentido visto que o formato do seu nariz é mais refinado que a de muitos caucasianos actuais quando sua múmia foi registrada em fotos arqueológicas (os lábios também não parecem grossos). Em múmias caucasianas é comum que a pele se torne mais escura via processo de oxidação e necrose. No entanto, essas afirmações são apenas especulativas. Carregam em seu bojo,  forte ideal em tentar diminuir a importância histórica da raça camita, em prol da raça caucasoide,  posto que são afirmativas infundadas, uma vez que o livro dos mortos tinha como objetivo orientar os caminhos do morto no pós vida, e nao, registrar a sua biografia. Infelizes argumentos racistas que chegam a agredir a inteligência do leitor que busca agregar conhecimento histórico verdadeiro.